# لين بي. غريفيث
لين بي. غريفيث (بالإنجليزية: Lynn B. Griffith)‏ هو قاضي أمريكي، ولد في 30 أكتوبر 1886 في وست فارمينغتون في الولايات المتحدة، وتوفي في 18 يوليو 1978 في وارن في الولايات المتحدة.